# Дубровское (Московская область)
Дубровское — деревня в Костровском сельском поселении Истринского района Московской области. Население — 29 чел. (2016), зарегистрировано 2 садовых товарищества.
Находится примерно в 12 км на юго-запад от Истры, высота над уровнем моря 220 м. Недалеко от южной окраины Дубровского проходит Новорижское шоссе, западнее деревни — одна из высших точек района — холм высотой 230 м. Ближайшие населенные пункты — деревни Кострово, Фроловское, Горшково и Котово.

## Население
| 1852 | 1859 | 1890 | 1899 | 1926 | 2002 | 2006 |
| ---- | ---- | ---- | ---- | ---- | ---- | ---- |
| 163  | ↘131 | ↗160 | ↗167 | ↗200 | ↘5   | ↘3   |
| 2010 | 2016 |      |      |      |      |      |
| ↘2   | ↗29  |      |      |      |      |      |